# Ruka Norimacuová
Ruka Norimacuová (japonsky 乗松 瑠華, * 30. ledna 1996 Ageo) je japonská fotbalistka.

## Reprezentační kariéra
Za japonskou reprezentaci v roce 2014 odehrála 2 reprezentační utkání. Byla členkou japonské reprezentace i na Mistrovství Asie ve fotbale žen 2014.

## Statistiky
| Japonsko | Japonsko | Japonsko |
| Roky     | Záp.     | Góly     |
| -------- | -------- | -------- |
| 2014     | 2        | 0        |
| Celkem   | 2        | 0        |

## Úspěchy

### Reprezentační
- Mistrovství Asie:  2014
- Mistrovství světa do 20 let:  2016